# 카우살리아 (인도의 배우)
카우살리아(Kausalya, 1979년 12월 30일 ~ )는 인도의 배우, 모델이다.